# Behind Her Eyes
Behind Her Eyes és una sèrie limitada de thriller psicològic britànica creada per Steve Lightfoot, basada en la novel·la del mateix nom de Sarah Pinborough, que es va estrenar a Netflix el 17 de febrer de 2021. La protagonitzen Simona Brown, Eve Hewson, Tom Bateman i Robert Aramayo.

## Sinopsi
Behind Her Eyes segueix la història d'una mare soltera, el món de la qual trontolla quan comença una aventura amb el seu nou cap David i l'assumpte es complica encara més quan comença una improbable amistat amb la seva dona Adele. El que comença com un triangle amorós no convencional aviat esdevé una història psicològica fosca de suspens i revelacions retorçades, mentre la Louise es veu atrapada en una perillosa xarxa de secrets on res ni ningú són el que semblen.

## Repartiment
- Simona Brown com a Louise
- Eve Hewson com a Adele
- Tom Bateman com a David
- Robert Aramayo com a Rob
- Tyler Howitt com a Adam
- Georgie Glen com a Sue
- Nichola Burley com a Sophie
- Roshan Seth com a Dr.Sharma
- Nila Aalia com a Geeta Sharma

## Episodis
| Núm. | Títol               | Direcció            | Guió            | Data d'estrena original |
| ---- | ------------------- | ------------------- | --------------- | ----------------------- |
| 1    | «Chance Encounters» | Erik Richter Strand | Steve Lightfoot | 17 de febrer de 2021    |
| 2    | «Lucid Dreaming»    | Erik Richter Strand | Steve Lightfoot | 17 de febrer de 2021    |
| 3    | «The First Door»    | Erik Richter Strand | Angela LaManna  | 17 de febrer de 2021    |
| 4    | «Rob»               | Erik Richter Strand | Angela LaManna  | 17 de febrer de 2021    |
| 5    | «The Second Door»   | Erik Richter Strand | Steve Lightfoot | 17 de febrer de 2021    |
| 6    | «Behind Her Eyes»   | Erik Richter Strand | Steve Lightfoot | 17 de febrer de 2021    |